# Синът на Иристон
„Синът на Иристон“ (на руски: Сын Иристона) е съветски филм от 1959 година.

## Сюжет
Филмът разказва за живота и съдбата на осетинския поет, публицист и художник Коста Хетагуров.
Отхвърлен от Петербургската художествена академия, Коста се завръща в родния Иристон и отваря художествено ателие във Владикавказ в опита си да припечели пари за да оцелее, приемайки поръчки за изработката на икони. Заради политическите си възгледи и опълчването срещу произволите на властващите, Коста е арестуван. След няколкогодишен принудителен труд в рудник, Коста, вече поостарял се завръща отново в родния си край.

## В ролите
- Владимир Тхапсаев като Коста Хетагуров
- Лия Елиава като актрисата Анна Александровна Цаликова
- Нина Алисова като Варвара Григориевна Шредерс, директорката на Владикавказката девическа гимназия
- Николай Волков като генерал Коханов, царския наместник
- Павел Кадочников като поручик Джамбул Дзахсоров
- Маирбек Цаликов като Цаликов
- Тевдоре Калагов като Таймураз
- Людмила Венкова като Фаризат
- Сергей Карнович- Валуа като генерал Смекалов
- Фьодор Никитин като професор Чернишьов